# لیامن (فلوریدا)
لیامن (به انگلیسی: Lealman) یک منطقهٔ مسکونی در ایالات متحده آمریکا است که در شهرستان پاینلاس، فلوریدا واقع شده‌است. لیامن ۱۰٫۵ کیلومتر مربع مساحت و ۱۹٬۸۷۹ نفر جمعیت دارد و ۱۵ متر بالاتر از سطح دریا واقع شده‌است.